# Melinda nitidapex
Melinda nitidapex este o specie de muște din genul Melinda, familia Calliphoridae. A fost descrisă pentru prima dată de Villeneuve în anul 1933. Conform Catalogue of Life specia Melinda nitidapex nu are subspecii cunoscute.